# Camptandra
Camptandra é um género botânico pertencente à família Zingiberaceae.